# Annamanum sinicum
Annamanum sinicum là một loài bọ cánh cứng trong họ Cerambycidae.